# Nattarøya
Nattarøya est une île dans le landskap Sunnhordland du comté de Vestland. Elle appartient administrativement à Fitjar.

## Géographie
Rocheuse et désertique, elle s'étend sur environ 2,045 km de longueur pour une largeur approximative de 713 m. 